# Каченга
Каче́нга (англ. Kachenga) — вища традиційна громада у складі дистрикту Балака Південного регіону Малаві.
Населення — 44075 осіб (2018).